# Compagnie des mines de Flines

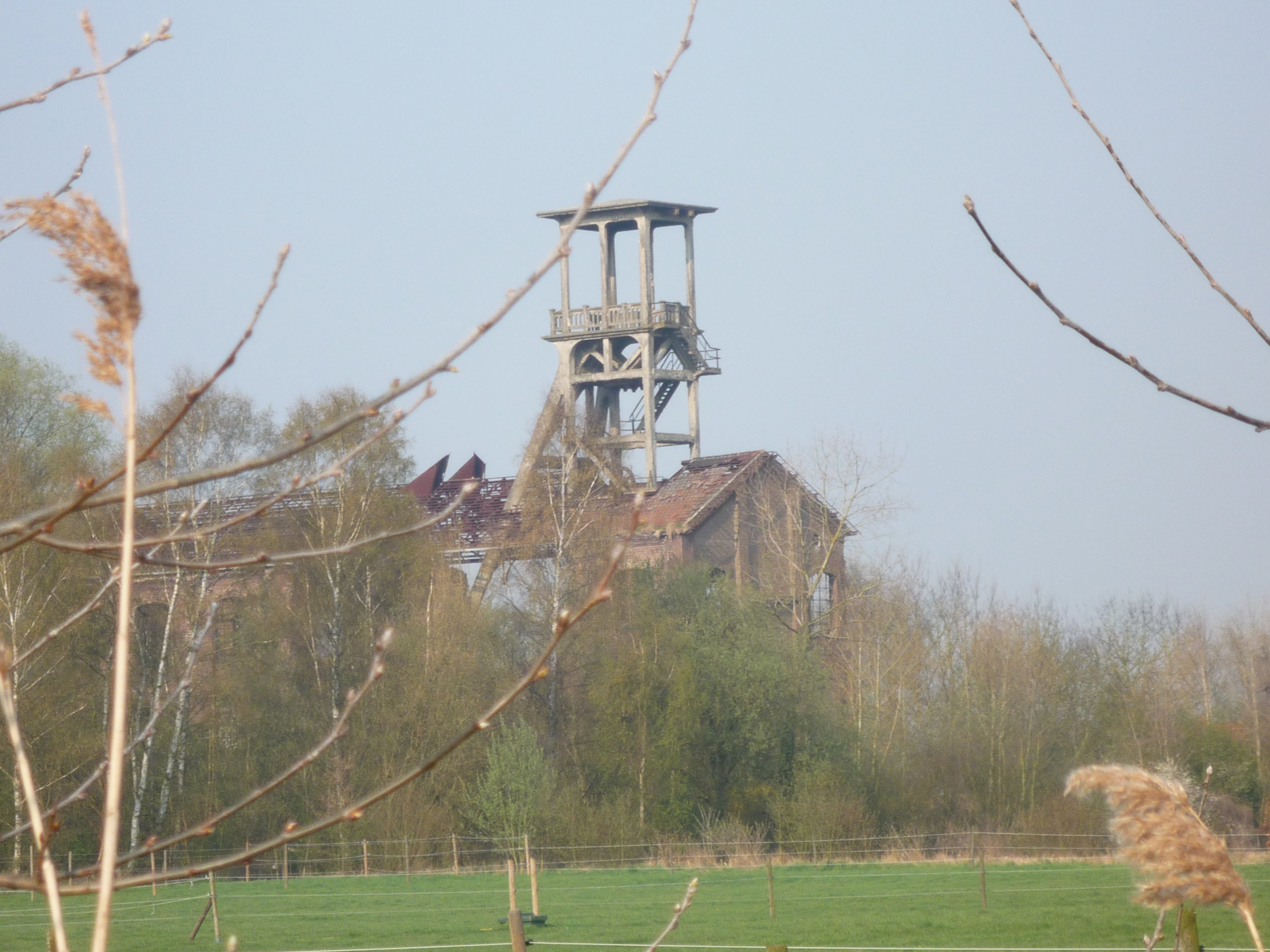
La fosse no 2 à Anhiers.

La Compagnie des mines de Flines, aussi dénommée Société Houillère de Flines-lez-Raches est une compagnie minière qui exploite la houille dans le bassin minier du Nord-Pas-de-Calais à l'aide de deux fosses établies au nord de Lallaing et au sud d'Anhiers. C'est la dernière compagnie minière à s'être établie dans le Nord et la dernière à s'être établie avec succès dans le Nord-Pas-de-Calais, la Compagnie des mines de Gouy-Servins et Fresnicourt Réunis et la Compagnie des mines de Vimy-Fresnoy sont plus récentes, mais l'exploitation n'a pas été grande.
La concession, d'une superficie de 2 850 hectares est accordée le 9 août 1892. La société civile, constituée en juin 1893, devient société anonyme le 13 octobre 1896. La fosse no 1, dite Saint Charles, est établie au nord de la Scarpe à Lallaing à partir de 1895. L'extraction début en juillet 1897. un rivage est établie le long du canal, et une voie ferrée relie la fosse à la gare de Râches, établie sur la ligne Pont-de-la-Deûle - Bachy-Mouchin. Le fonçage de la fosse no 2 dite de Flines à Anhiers débute en 1898 à Anhiers. L'extraction débute en 1900. Peu avant la Première Guerre mondiale, l'extraction cesse à la fosse no 1, l'extraction est alors assurée par fosse no 2 jusque 1918, date à laquelle les installations de la Compagnie sont détruites.
Les deux puits sont ensuite dénoyés et reconstruits de 1919 à 1921, mais le 13 janvier 1922, la Compagnie est rachetée par la Compagnie des mines d'Aniche, et cesse alors d'exister. Les puits nos 1 et 2 servent respectivement à l'aérage des fosses Bonnel et Bernard.
Devenu inutile, le puits no 1 est remblayé en 1950 et ses installations sont détruites l'année suivante. Le puits no 2 est remblayé en 1959. Au début du XXIe siècle, les vestiges de l'exploitation sont les trois terrils de petite taille de la fosse no 1, ainsi que les bâtiments annexes en ruines et le chevalement en béton de la fosse no 2. les têtes de puits ont été matérialisées par Charbonnages de France et les puits sont sous surveillance du BRGM.

## Historique
La Compagnie des mines de Flines est l'une des dernières instituées dans le bassin minier, elle est située au nord des compagnies de l'Escarpelle et d'Aniche. La demande de concession est faite le 27 juillet 1891, et elle est accordée par décret présidentiel le 9 août 1892, et porte sur une superficie de 2 850 hectares. La société civile dite Société Houillère de Flines-les-Râches est créée en juin 1893, et elle devient une société anonyme le 13 octobre 1896.
Louis Delval, Jules Treuffet, Victor Antoine, Charles Macquart, Jean Harmegnies et Camille Meurisse siègent au conseil d'administration, Charles Mulié en est le président et Albert Coppin le secrétaire. Le directeur de la Compagnie est M. Soulary. La fosse no 1, foncée en 1895, commence à produire le 1er juillet 1897. La fosse est reliée au réseau de la Compagnie des chemins de fer du Nord. Le puits no 2 est foncé à Anhiers en 1898 et commence à produire en 1900.
La production est de 127 034 tonnes en 1904 et 121 797 tonnes en 1905. Cette année-là, le 1er décembre, les deux fosses sont reliées par le fond. 842 personnes sont employées par la Compagnie, dont 642 au fond et 182 au jour. L'extraction cesse en 1914 à la fosse no 1, et n'est dès lors plus assurée que par la fosse no 2 jusque 1918, date à laquelle les installations de la Compagnie sont détruites.
Les puits sont dénoyés et reconstruits de 1919 à 1921. La fosse no 2 possède dès lors un chevalement en béton. La Compagnie des mines d'Aniche rachète la Compagnie de Flines le 13 janvier 1922, et cette dernière cesse alors d'exister. Les fosses nos 1 et 2 assurent dès lors le retour d'air respectivement pour les fosses Bonnel à Lallaing et Bernard à Frais-Marais, hameau de Douai. Les fosses nos 1 et 2 ont respectivement produit 1 684 000 et 608 000 tonnes de houille, et les puits ont été remblayés en 1950 et 1959.

## Les fosses

### Fosseno1 Saint Charles
50° 23′ 34″ N, 3° 10′ 51″ E,
1895 - 1950

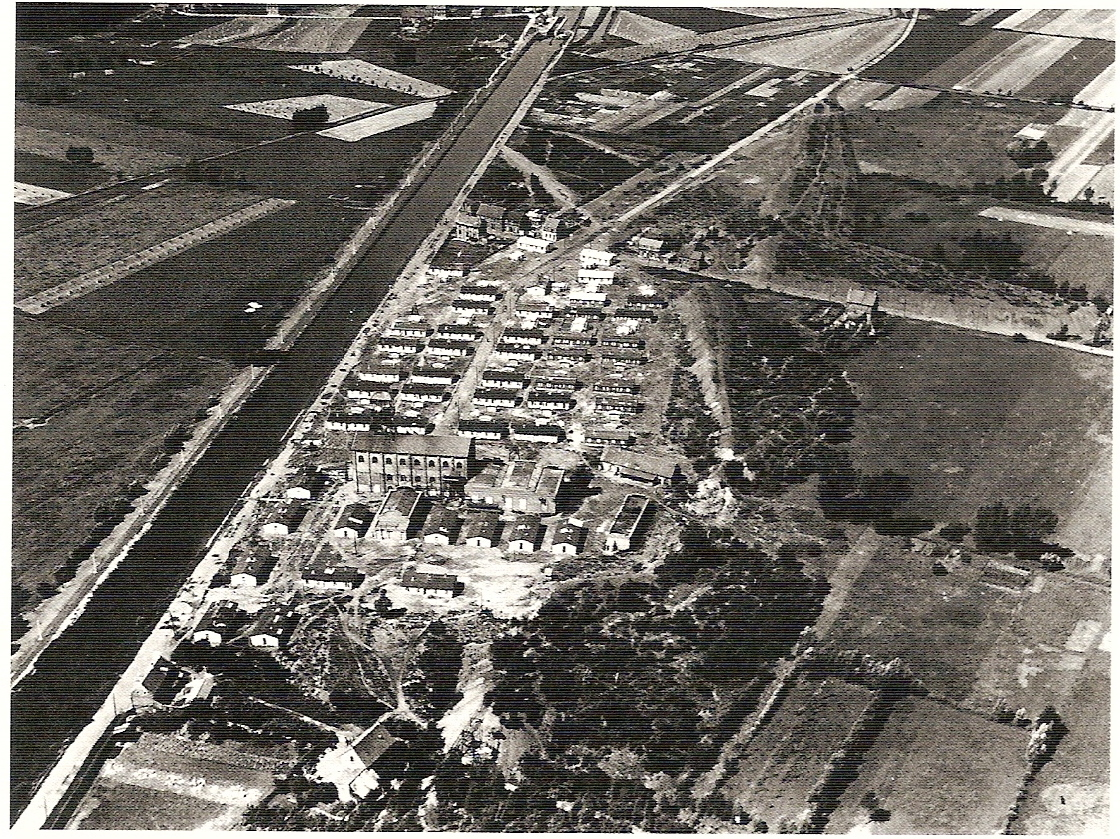
Vue aérienne de la fosse no 1 en 1949.

La fosse no 1 dite Saint Charles est commencée en 1895 à Flines-lez-Raches, près des limites avec Lallaing. Le puits est profond de 235 mètres et son diamètre est de 4,20 mètres. Un accrochage sert à l'extraction, et est situé à 226 mètres. Le cuvelage est en bois sur 92 mètres. La fosse commence à produire le 1er juillet 1897, elle produit cette année-là 51 325 tonnes, puis 133 881 tonnes en 1898, 147 760 tonnes en 1899 et 135 221 tonnes en 1900, date à laquelle la fosse no 2 commence à produire. La fosse est dotée d'un puits d'extraction avec un chevalement métallique, équipé d'une machine d'extraction de 300 ch. Un lavoir à piston, un criblage et un rivage sur la Scarpe sont établis à proximité de la fosse, le quai y fait cent mètres. La fosse est reliée à la gare de Râches sur la ligne Pont-de-la-Deûle - Bachy-Mouchin par un embranchement, le trafic est assuré par trois locomotives.
La fosse cesse d'extraire en 1914, c'est la fosse no 2 qui remonte la production jusqu'à ce que les installations soient démolies en 1918. Après le rachat par la Compagnie des mines d'Aniche en 1922, la fosse no 1 assure le retour d'air pour la fosse Bonnel jusque 1939, puis entrée d'air les dix années suivantes. Le puits profond de 301 mètres est remblayé en 1950, et les installations détruites l'année suivante. La tête du puits no 1 est matérialisée, ce qui permet sa surveillance par le BRGM.
Les terrils de la fosse no 1
La Compagnie a édifié successivement trois terrils de faible hauteur et de faible volumétrie. Le terril no 124 dit 1 de Flines Est est le terril le plus ancien (50° 23′ 35″ N, 3° 11′ 08″ E), il est situé à l'est de la fosse. Le terril no 143A dit Germinies Nord, constitué des schistes de la concentration Barrois a une de ses extrémités a à peine cent mètres de ce terril. Le terril no 124A dit 1 de Flines Centre (50° 23′ 36″ N, 3° 10′ 53″ E) est situé au nord du puits, sur son carreau. Quant au terril no 124B dit 1 de Flines Ouest (50° 23′ 41″ N, 3° 10′ 39″ E), il est localisé à l'ouest de la fosse, et juste au nord de son embranchement ferroviaire.

### Fosseno2 de Flines à Anhiers
50° 24′ 05″ N, 3° 09′ 36″ E,
1898 - 1959

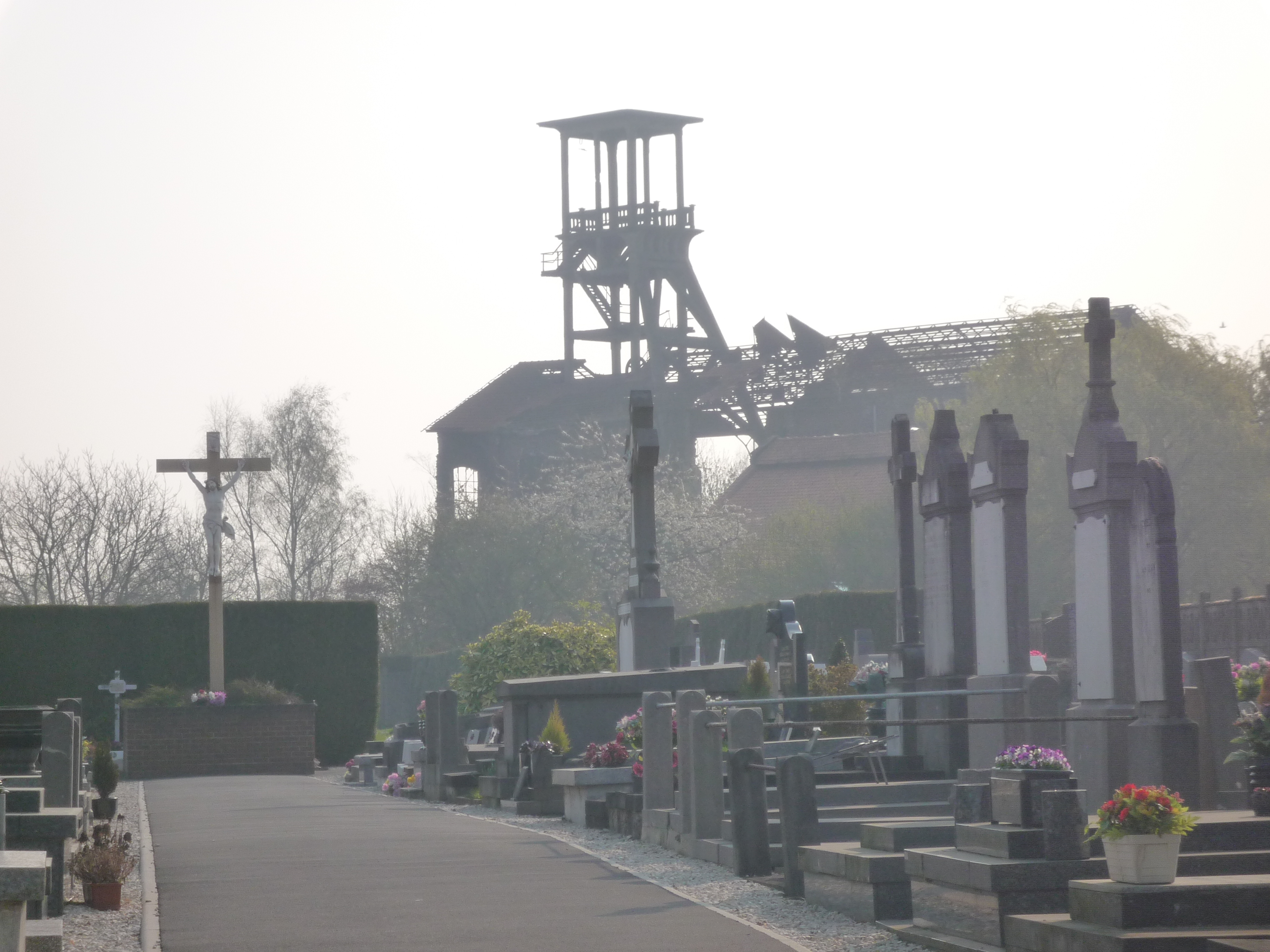
Vue de la fosse no 2 depuis le cimetière.

La fosse no 2 dite de Flines à Anhiers est commencée en 1898 à Anhiers. Le puits, profond de 307 mètres, a un diamètre de 4,20 mètres, comme la fosse no 1. L'extraction commence en 1900, et la production remonte par les accrochages établis à 212 et 292 mètres. La fosse possède un chevalement métallique doté d'une machine d'extraction de 350 chevaux. Un lavoir, un criblage et une usine à boulets sont installés sur le site. La fosse est implantée le long de la voie ferrée reliant la fosse no 1 à la gare de Râches. Le 1er décembre 1905, les deux fosses sont mises en communication.
Après la Première Guerre mondiale, le site est reconstruit, le chevalement l'est en béton. Après le rachat par la Compagnie des mines d'Aniche, la fosse no 2 assure le retour d'air pour la fosse Bernard jusqu'en 1958. Le puits, profond de 378,76 mètres est remblayé en 1959. Le site a été conservé, mais il est en mauvais état. La tête du puits no 2 est matérialisée, ce qui permet sa surveillance par le BRGM.